# جفری توماس (بازیگر)
جفری توماس (انگلیسی: Jeffrey Thomas؛ زادهٔ ) یک هنرپیشه، فیلم‌نامه‌نویس، و پدیدآور اهل نیوزیلند است.
از فیلم‌ها یا برنامه‌های تلویزیونی که وی در آن نقش داشته است می‌توان به اسپارتاکوس: خدایان میدان نبرد و هابیت: یک سفر غیرمنتظره اشاره کرد.